# Zeelink
Die Zeelink ist eine Fernleitung zum Transport von Erdgas in Nordrhein-Westfalen. Die offizielle technische Inbetriebnahme erfolgte am 6. Mai 2021. Die Pipeline beginnt an der deutsch-belgischen Grenze in Lichtenbusch und verläuft bis nach St. Hubert (Kempen). Von dort aus erstreckt sich die Leitung weiter nach Legden bei Ahaus. Der Name Zeelink ergibt sich aus der Tatsache, dass die Fernleitung das belgische Erdgasnetz und damit auch das Flüssigerdgasterminal in Zeebrügge an das deutsche Netz anbindet. Der Zeebrugge Hub ist außerdem über die Gassco Zeepipe-Pipeline mit den Gasfeldern Norwegens und über die Interconnector-Pipeline mit England verbunden. Zeelink ist mit einer Streckenlänge von etwa 216 km das größte Einzelprojekt im Netzentwicklungsplan Gas (NEP) 2015. Die Pipeline soll die Erdgasversorgung im Westen Deutschlands sichern sowie die schrittweise Umstellung von L- auf H-Gas gewährleisten.

## Gesellschafter und Betreiber
Die Open Grid Europe GmbH aus Essen und Thyssengas GmbH aus Dortmund sind die Beteiligten der Zeelink. Die Anteile liegen bei 75 Prozent zu 25 Prozent. Das Investitionsvolumen liegt bei 600 Millionen Euro.

## Untersuchungsraum
Das Neubauvorhaben Zeelink befindet sich in Nordrhein-Westfalen. Insgesamt wurden 1500 Kilometer möglicher Trassenverlauf untersucht. Ein erster grober Leitungsverlauf im Entwurf wurde anhand eines sogenannten Trassenkorridors mit einer Breite von 600 m zwischen Lichtenbusch an der deutsch-belgischen Grenze und Legden im westlichen Münsterland skizziert. Der geplante Verlauf berührt in seiner Trassenführung die Verdichterstation in St. Hubert bei Kempen. Des Weiteren gehört der Neubau einer Verdichterstation im Raum Aachen zum Projekt. Innerhalb eines Trassenkorridors werden die Umwelt- und Raumverträglichkeit einer Leitung zusammen mit zuständigen Behörden, Trägern öffentlicher Belange, Verbänden, Bürgern und den Beteiligten der Zeelink untersucht. Das Verfahren stellt sicher, dass alle ökologischen und kulturellen Aspekte der einzelnen Regionen berücksichtigt werden. Der genaue Verlauf der Trasse ist Gegenstand des Planfeststellungsverfahrens. Der dort festgelegte Arbeitsstreifen soll eine Breite von 38 m haben. Nach Fertigstellung soll die Gastransportleitung mit mindestens 1 m Erdüberdeckung verlegt werden.

## Zeitplan
Im Juni 2015 hat die Open Grid Europe GmbH die Scoping-Unterlagen für die Fernleitung Zeelink eingereicht und damit die Antragskonferenzen eröffnet. Der weitere Zeitplan für das Zeelink-Projekt gliedert sich wie folgt:
- 2016 Raumordnungsverfahren
- 2017–2018 Planfeststellungsverfahren
- 2019–2020 Bauphase
- 31. März 2021 Inbetriebnahmen

Im Projektverlauf sollen Informationen und Dialogveranstaltungen für die Bürger angeboten werden.
Der Start der Bauarbeiten erfolgte am 1. April 2019, wobei die Bauarbeiten weitestgehend von Nord nach Süd erfolgen. Am 16. Oktober wurde bei Wallach (Rheinberg) und Ork (Voerde) die notwendige Rheinquerung als Düker fertiggestellt. Die offizielle technische Inbetriebnahme erfolgte am 6. Mai 2021 bei der Verdichterstation in Würselen.

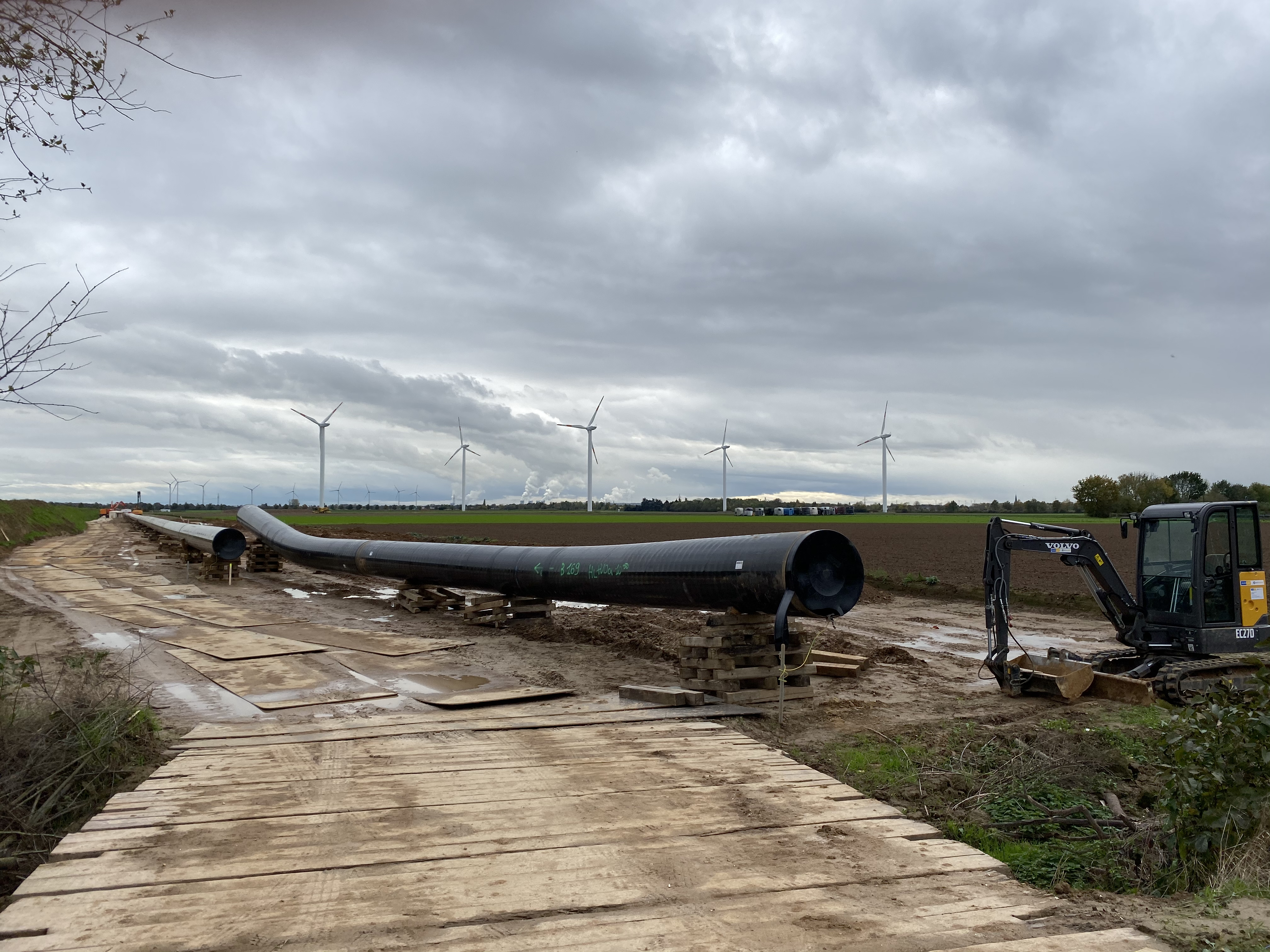
Baustelle der Zeelink-Pipeline bei Kaarst-Büttgen (Herbst 2019)
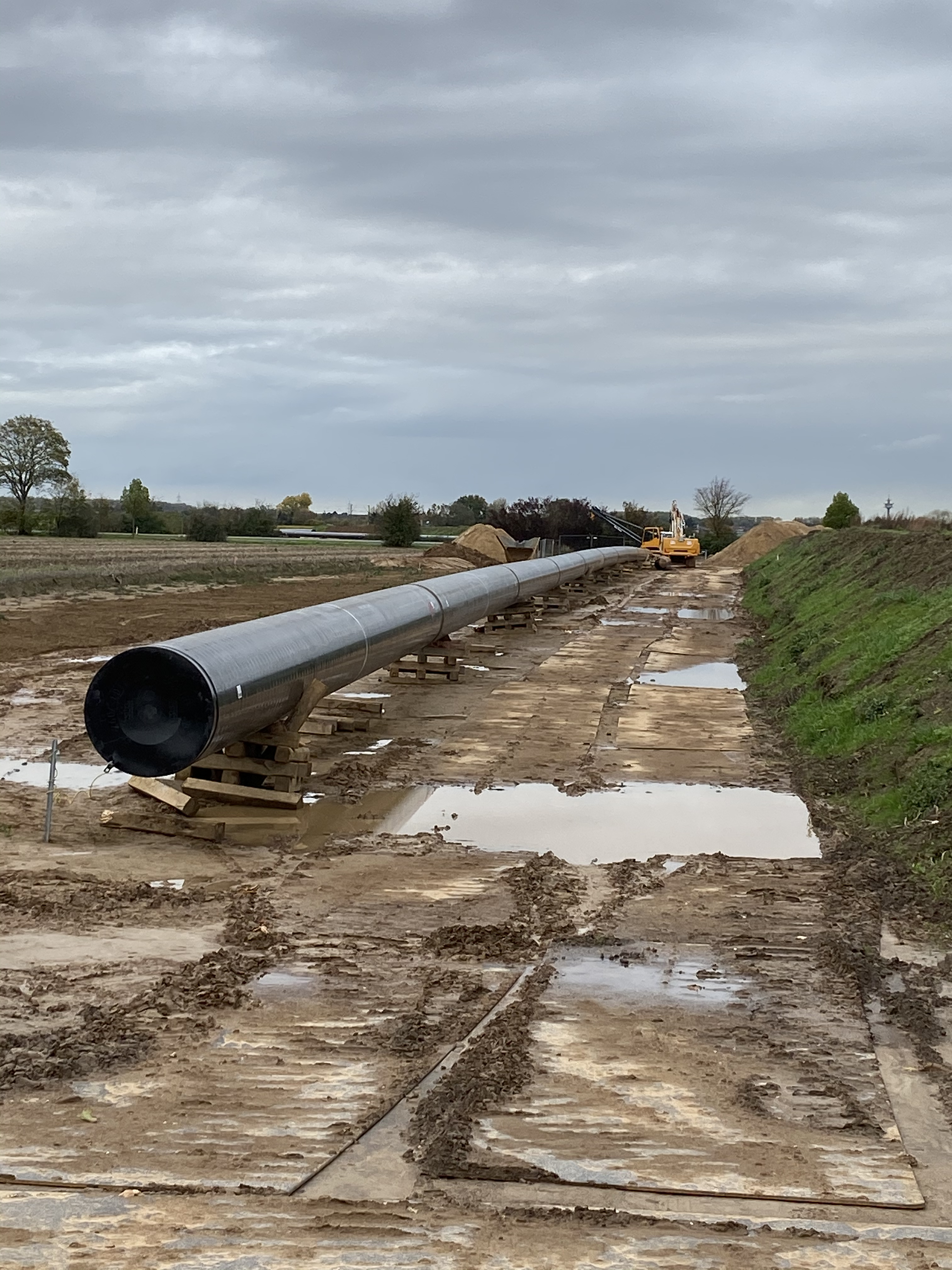
Baustelle (Herbst 2019)
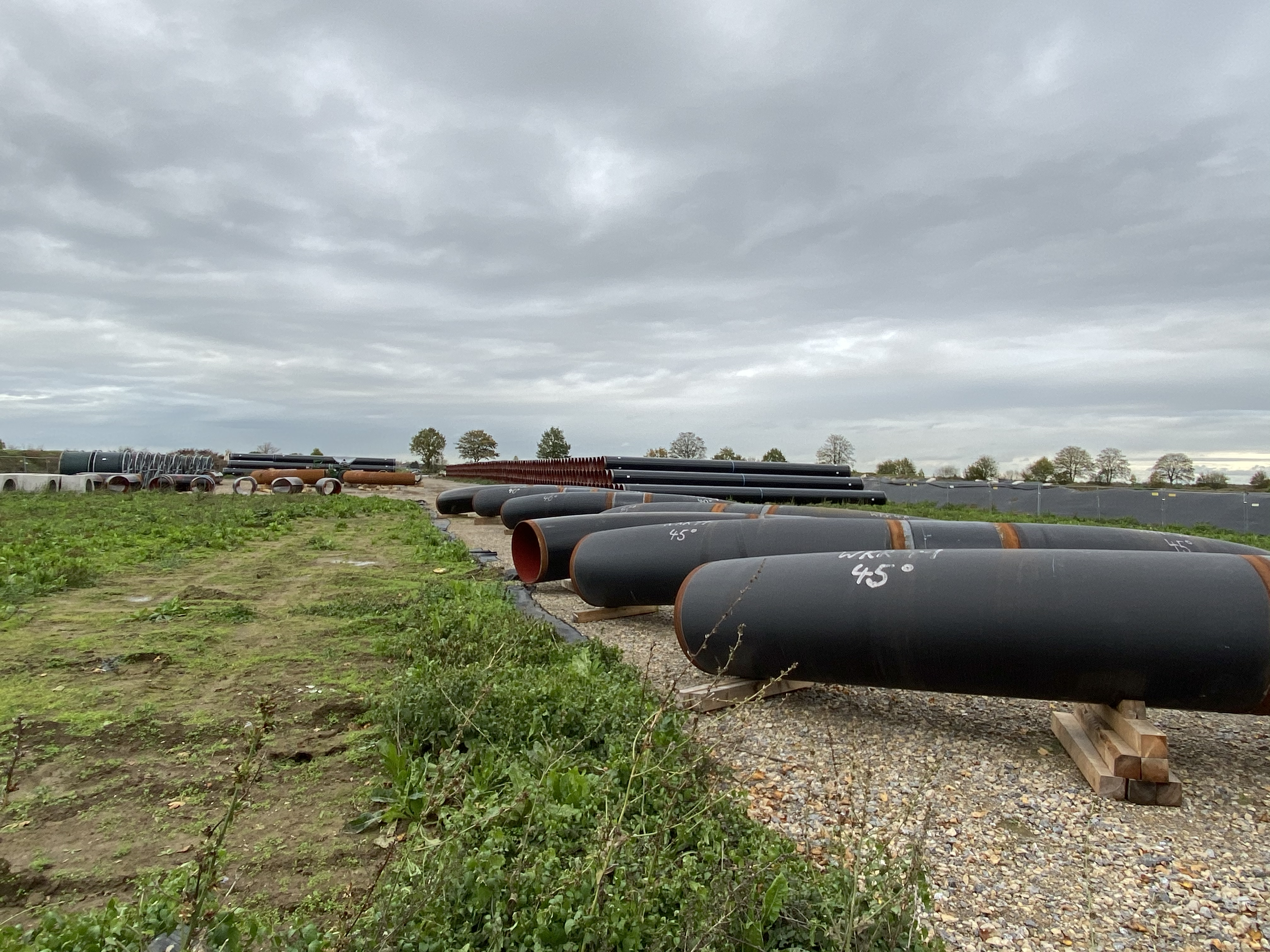
Rohrlagerplatz
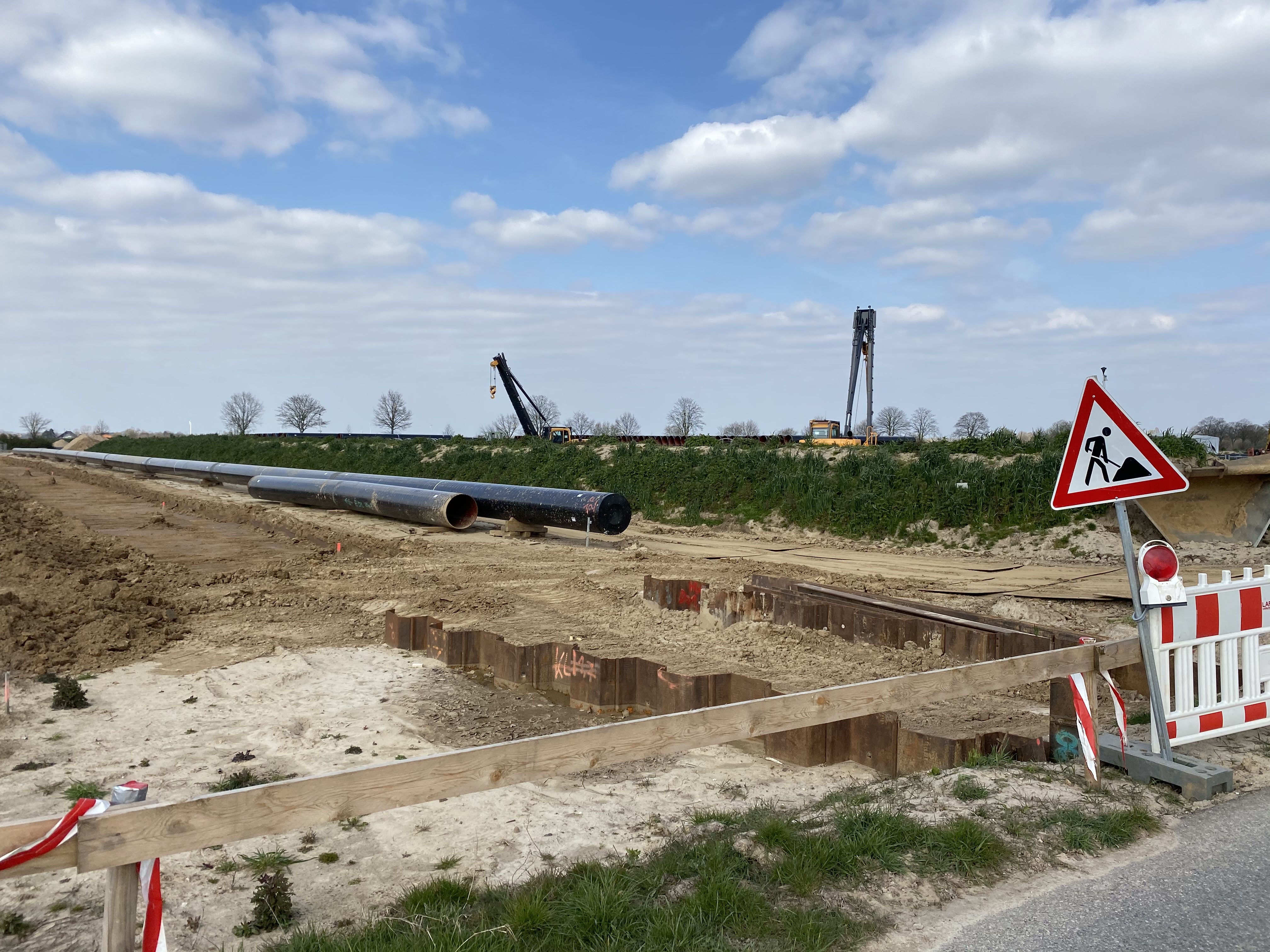
Baustelle der Zeelink-Pipeline bei Kaarst-Büttgen (Frühjahr 2020)
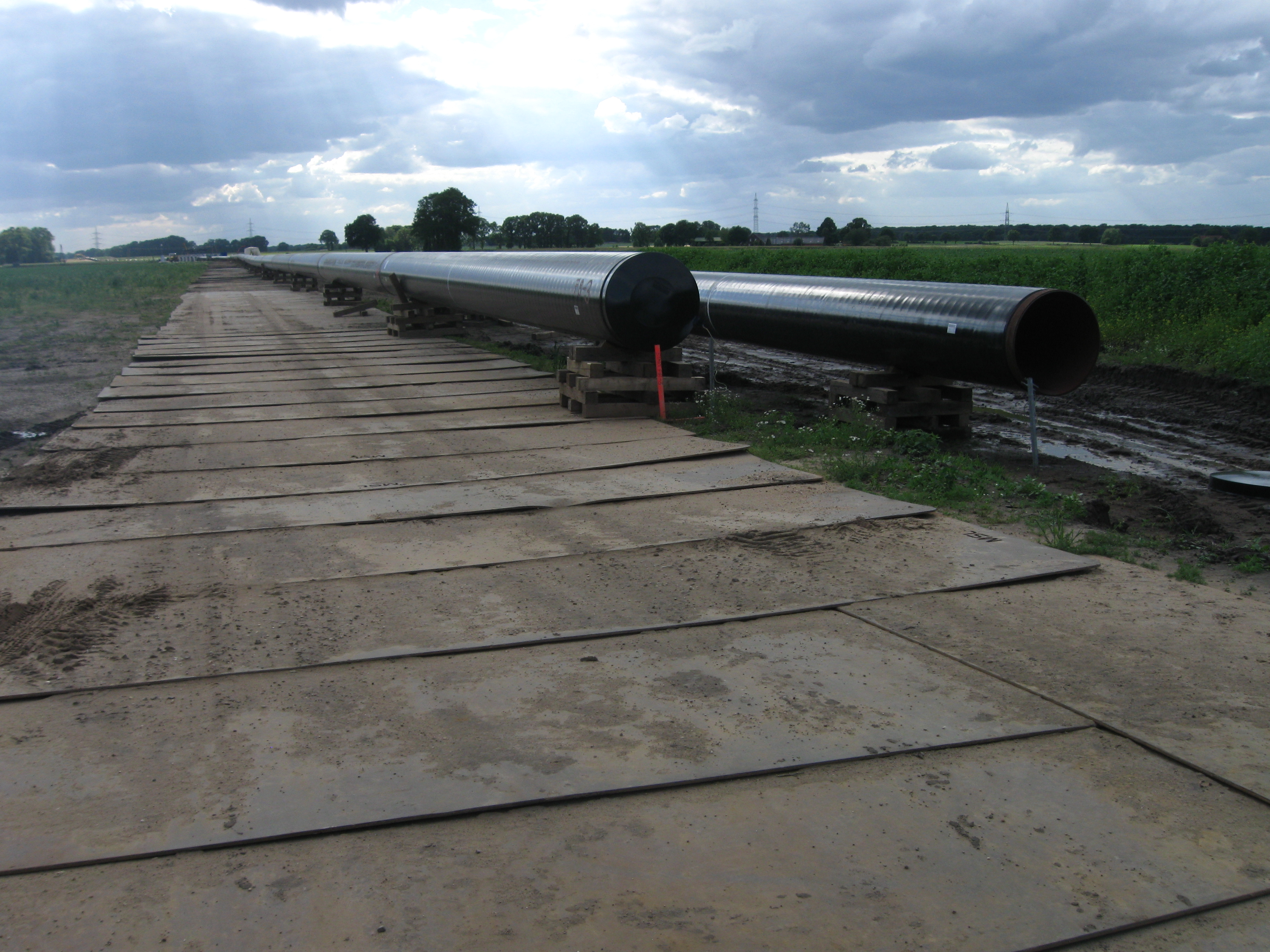
Baustelle der Zeelink-Pipeline im Dämmerwald bei Erle (Juni 2020)
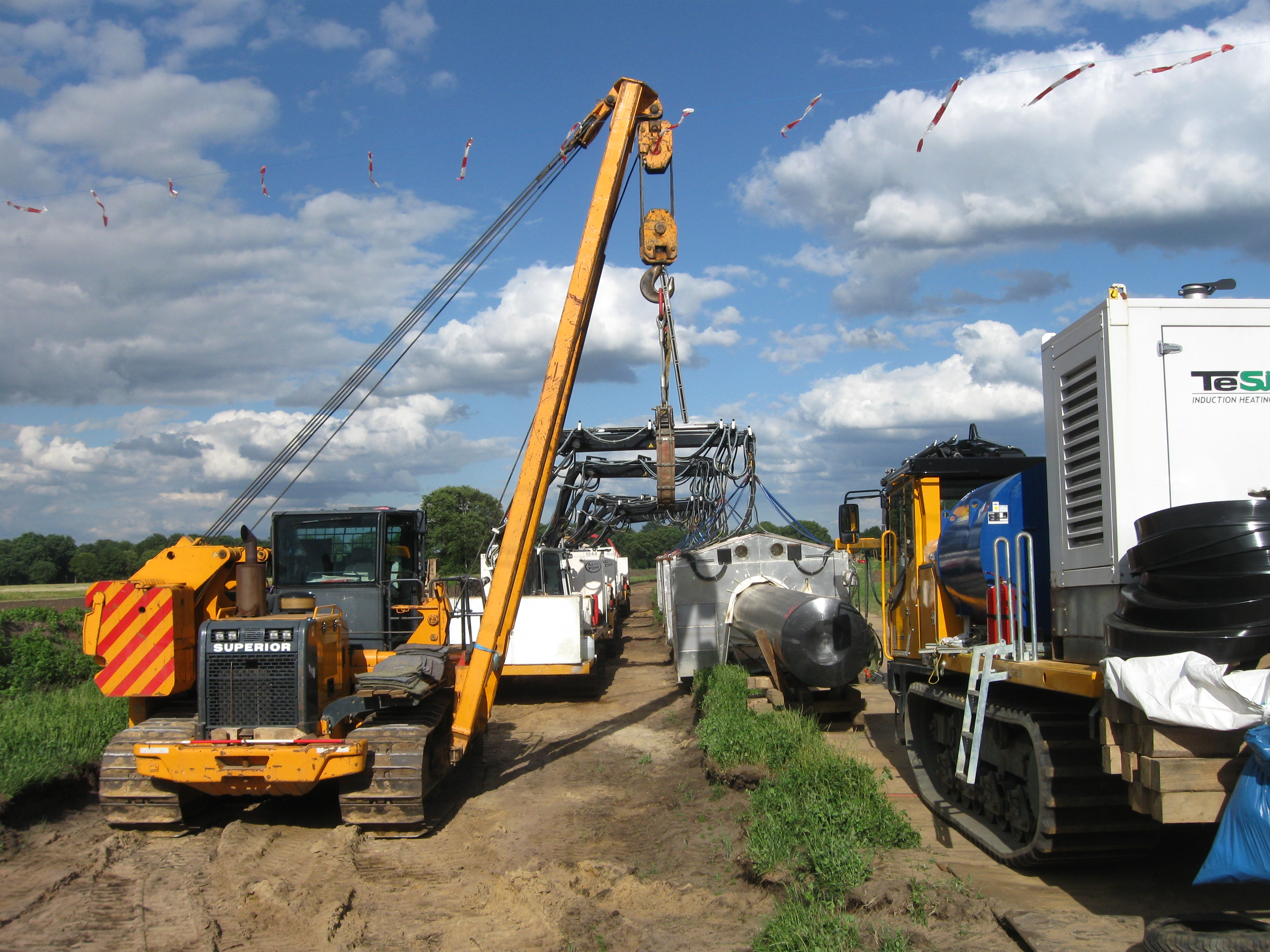
Montagekräne beim Verlegen der Pipeline im Dämmerwald (Juni 2020)

## Umstellung L- auf H-Gas
Man unterscheidet Erdgas je nach dem Methan-Gehalt in L-Gas (Low calorific gas) und H-Gas (High calorific gas). Die chemische Zusammensetzung von Erdgas hängt von der Förderquelle ab. L-Gas stammt aus deutschen und niederländischen Vorkommen und hat einen relativ niedrigen Brennwert zwischen 8 und 10 kWh pro Kubikmeter. H-Gas stammt aus der Nordsee und den GUS-Staaten und hat einen höheren Brennwert zwischen 10 und 12 kWh pro Kubikmeter. Der Brennwert gilt als Beschaffenheitsmerkmal und zeigt an, wie viel Leistung beziehungsweise Energie in einem normierten Kubikmeter Erdgas steckt.
Vor dem Hintergrund rückläufiger Produktionskapazitäten und seismischer Aktivitäten in den Niederlanden hat Gasunie Transport Services B.V. (GTS) einen Plan zum Umgang mit dem Produktionsrückgang im Groningen-Feld, dem größten Gasfeld in Westeuropa, erstellt. Dieser Plan hat Auswirkungen auf den niederländischen Markt sowie auf L-Gas-Import-Länder wie Belgien, Frankreich und Deutschland. Ab 2020 sollen Exportkapazitäten aus den Niederlanden nach Deutschland um 10 Prozent jährlich gedrosselt werden, um den niederländischen Bedarf zu sichern.
In Deutschland wird das Aufkommen von L-Gas bis 2030 um etwa 90 Prozent zurückgehen. Aufgrund des schwindenden Aufkommens müssen Gasnetze sowie Verbrauchsgeräte auf H-Gas abgestimmt werden. Hiervon sind sowohl Haushalte als auch Gewerbe- und Industriekunden betroffen. Der Großteil der Haushalte in den heutigen L-Gas-Gebieten kann erst dann mit H-Gas versorgt werden, wenn die Gasgeräte technisch angepasst wurden. Es ist notwendig, Netze und Gasverbrauchsgeräte in allen betroffenen Haushalten und im Gewerbe- und Industriesektor schrittweise anzupassen, um die Versorgung mit Erdgas auch in den Gebieten sicherzustellen, die aktuell noch L-Gas erhalten. Die Reihenfolge, in der die einzelnen L-Gas-Netzbereiche auf H-Gas angepasst werden, ist im jeweils jährlich aktualisierten NEP Gas für die ersten Gebiete ausgewiesen. Wann genau Landkreise, Städte und Gemeinden umgestellt werden, wird frühzeitig vom örtlichen Gasnetzbetreiber mitgeteilt.
Die Anpassung von L- auf H-Gas erfordert Importe aus Regionen wie etwa Norwegen, Großbritannien und Russland.